# Platysenta parista
Platysenta parista är en fjärilsart som beskrevs av William Schaus 1921. Platysenta parista ingår i släktet Platysenta och familjen nattflyn. Inga underarter finns listade i Catalogue of Life.